# 立川車掌区
立川車掌区（たちかわしゃしょうく）は、東京都立川市にかつて存在した、東日本旅客鉄道（JR東日本）八王子支社の車掌が所属する組織である。2024年3月15日限りで廃止し、現在は立川統括センター（運輸）。

## 乗務範囲
- 中央本線：東京〜高尾間

（御茶ノ水〜三鷹間は急行線のみ担当。211系で運転される普通列車は担当しない）
- 青梅線　：全線
- 五日市線：全線
- 武蔵野線：国立～西浦和～与野間（臨時列車乗務時のみ）
- 東北本線：与野～大宮間（臨時列車乗務時のみ）

### 特急乗務について
かつて臨時の特急かいじ号や特急おうめ号に乗務していたが、現在は定期・臨時とも特急列車は担当しない。

### 緩行線乗務について
早朝・深夜帯は御茶ノ水〜三鷹間の緩行線（東京駅直通列車）に乗務していた。しかし、2020年3月14日のダイヤ改正で、中央線の運行形態が変更（終日快速運転を実施）となったため、緩行線の乗務は異常時を含み担当しないこととなった。

## 沿革
- 1947年（昭和22年）1月10日 中野車掌区青梅支区（旧青梅電気鉄道）および中野車掌区武蔵五日市支区（旧南武鉄道←旧五日市鉄道）を統合し立川車掌区を設置。
- 1962年（昭和37年）4月1日 青梅五日市線管理所立川車掌区となる。
- 1963年（昭和38年）3月1日 八王子管理所立川車掌区となる。
- 1969年（昭和39年）3月1日 立川車掌区となる。
- 2023年（令和5年）3月18日 青梅線（青梅～奥多摩間）ワンマン化に伴い、青梅以遠の車掌行路を廃止する。
- 2024年（令和6年）3月16日 立川営業統括センター、立川運転区と統合し、立川統括センター発足。当区は廃止。